# Alan Carney
Alan Carney (n. 22 de diciembre de 1909 – f. 2 de mayo de 1973) fue un actor y comediante estadounidense.

## Biografía
Su verdadero nombre era David Boughal, y nació en Brooklyn, Nueva York. Antes de dedicarse al cine había trabajado varios años en el vodevil como cómico. Tras rodar en 1941 su primer film, Convoy, Carney firmó un contrato con RKO Pictures para actuar como actor de reparto en películas como Mr. Lucky.
En 1943, Carney formó equipo con Wally Brown como respuesta de RKO al éxito de la pareja formada por Bud Abbott y Lou Costello. Además de los filmes pensados exclusivamente para ellos, Brown y Carney participaron en Step Lively, una versión musical de la película de los Hermanos Marx Room Service.
El dúo también llevó a cabo una gira organizada por el estudio a favor de la United Service Organizations.
Tras filmar en 1946 Genius at Work, RKO dio por finalizado el contrato con los cómicos. Alan Carney siguió trabajando en el cine y en la televisión como actor de reparto, actuando con frecuencia para The Walt Disney Company en las décadas de 1960 y 1970. Uno de sus mejores papeles tras la etapa con Brown fue el que hizo en el musical de 1959 titulado Li'l Abner.
Alan Carney falleció en 1973 a causa de un infarto agudo de miocardio en Van Nuys, Los Ángeles, California. Tenía 63 años de edad.

## Filmografía
- Gildersleeve's Bad Day (1943)
- Mexican Spitfire's Blessed Event (1943)
- Mr. Lucky (1943)
- The Adventures of a Rookie (1943)
- Gangway for Tomorrow (1943)
- Around the World (1943)
- Rookies in Burma (1943)
- Seven Days Ashore (1944)
- Step Lively (1944)
- Girl Rush (1944)
- Zombies on Broadway (1945)
- Radio Stars on Parade (1945)
- Genius at Work (1946)
- Vacation in Reno (1946)
- The Pretender (1947)
- Hideout (1949)
- Rally 'Round the Flag, Boys! (1958)
- Compulsion (1959)
- Li'l Abner (1959)
- North to Alaska (Alaska, tierra de oro) (1960)
- Swingin' Along (1961)
- The Absent-Minded Professor (Un sabio en las nubes) (1961)
- Los Comancheros (1961)
- Son of Flubber (El sabio en apuros) (1963)
- El mundo está loco, loco, loco (1963)
- Sylvia (1965)
- Monkeys, Go Home! (1967)
- The Adventures of Bullwhip Griffin (1967)
- Blackbeard's Ghost (1968)
- Wild Rovers (Dos hombres contra el Oeste) (1971)
- Herbie Rides Again (1974)